# Flower Power
Pour les articles homonymes, voir Power.

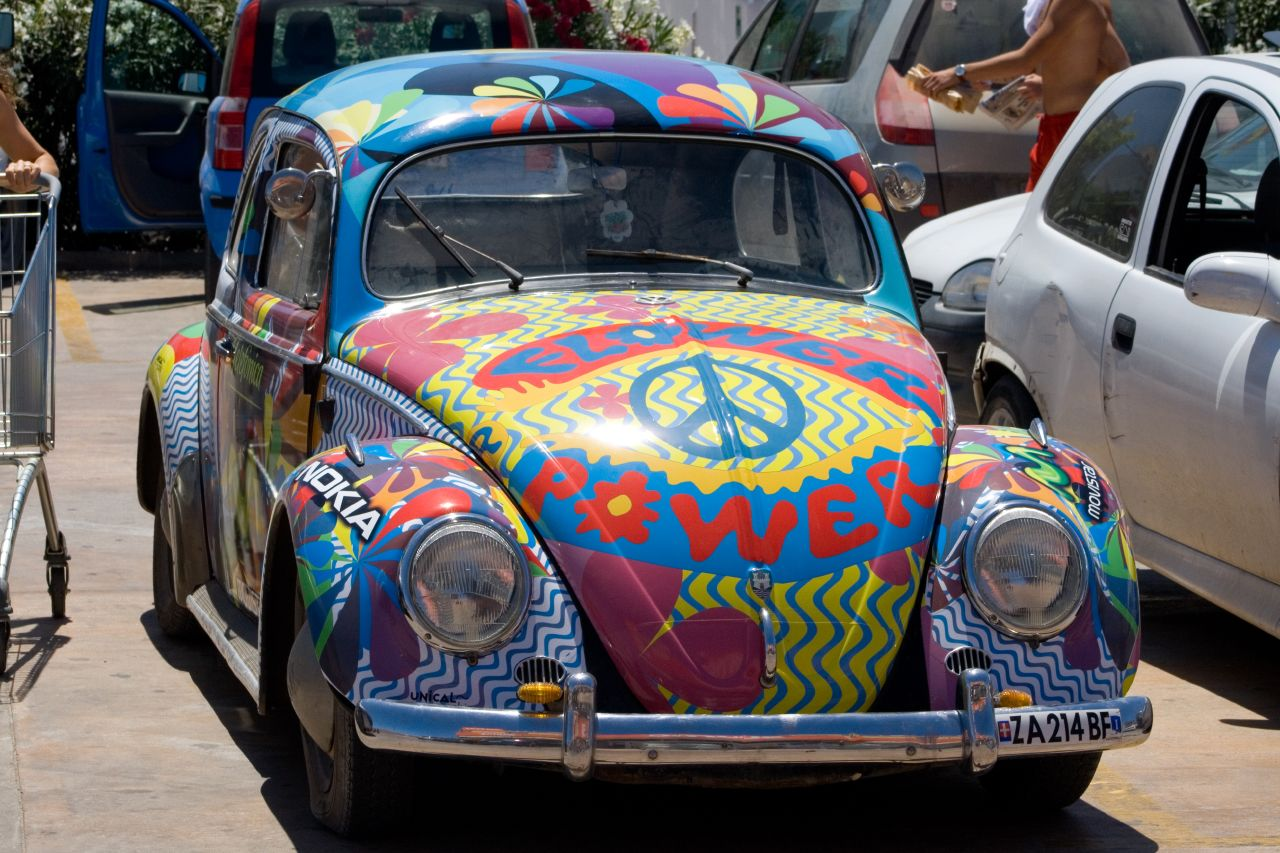
Une « coccinelle » Flower Power avec le logo Peace and love.

Flower Power (litt. « La puissance / le pouvoir des fleurs » en français) était un slogan utilisé par les hippies durant les années 1960 et 1970. La fleur était un des symboles de leur idéologie non violente. L'expression est née du Summer of Love de 1967, un rassemblement à San Francisco durant lequel les hippies avaient pour consigne de porter des fleurs dans les cheveux et de les distribuer autour d'eux. Ils devinrent alors les « Flower Child » (« enfant de la fleur ») pour les médias.
Le pouvoir de la fleur se manifestait par exemple dans des actions comme offrir une fleur à un agent de police pendant une manifestation ou glisser une fleur dans le canon d'un fusil. Une photo renommée du journaliste Bernie Boston (en) prise le 21 octobre 1967 lors d'une « marche vers le Pentagone » montre un jeune homme, George Edgerly Harris, approchant une fleur des canons de militaires.  Il y a également la photo de Jan Rose Kasmir par Marc Riboud prise lors de cette même manifestation.

## Dans les arts
Il a depuis été utilisé à maintes reprises dans les films, chansons et autres documents relatifs au mouvement hippie. Par exemple, Marc Riboud photographie une Jeune fille à la fleur lors de la marche de 1967 à Washington. 
D'un point de vue vestimentaire, bien que souvent rattachée par amalgame au mouvement hippie, le Flower Power s'intègre dans un mouvement de mode plus large qui émerge vers le milieu des années 1960 appelé la « mode romantique ».
En informatique, le logo d'ICQ est une fleur qui fait référence à cette période où la vie en communauté était en vogue. Il existe par ailleurs un modèle d'ordinateur Apple iMac G3 nommé « Flower Power » en raison de son boîtier blanc à fleurs colorées.
Une des éditions spéciales du jeu Jungle Speed a été nommée « Flower Power ». Elle propose un totem évoquant un tabouret en plastique de la même époque, et des cartes symbole avec un look des années 1970, suffisamment proches les unes des autres pour imposer un rythme de jeu beaucoup plus lent et plus calme que les autres éditions du jeu.